# Фажонці
45°31′ пн. ш. 14°40′ сх. д. / 45.52° пн. ш. 14.67° сх. д.
Фажонці (хорв. Fažonci) — населений пункт у Хорватії, в Приморсько-Горанській жупанії у складі міста Чабар.

## Населення
Населення за даними перепису 2011 року становило 0 осіб.
Динаміка чисельності населення поселення:

## Клімат
Середня річна температура становить 8,66 °C, середня максимальна – 21,98 °C, а середня мінімальна – -6,38 °C. Середня річна кількість опадів – 1436 мм.
| Клімат поселення                              | Клімат поселення | Клімат поселення | Клімат поселення | Клімат поселення | Клімат поселення | Клімат поселення | Клімат поселення | Клімат поселення | Клімат поселення | Клімат поселення | Клімат поселення | Клімат поселення | Клімат поселення |
| Показник                                      | Січ.             | Лют.             | Бер.             | Квіт.            | Трав.            | Черв.            | Лип.             | Серп.            | Вер.             | Жовт.            | Лист.            | Груд.            |                  |
| Середній максимум, °C                         | 5,59             | 6,66             | 9,78             | 13,69            | 18,46            | 21,82            | 21,98            | 21,52            | 17,84            | 13,89            | 8,65             | 4,61             |                  |
| Середня температура, °C                       | −0,39            | 0,67             | 3,78             | 7,70             | 12,46            | 15,84            | 17,87            | 17,41            | 13,73            | 9,77             | 4,54             | 0,49             |                  |
| Середній мінімум, °C                          | −6,38            | −5,32            | −2,2             | 1,71             | 6,47             | 9,84             | 13,75            | 13,30            | 9,62             | 5,67             | 0,44             | −3,62            |                  |
| Норма опадів, мм                              | 88               | 87               | 106              | 117              | 102              | 131              | 98               | 116              | 137              | 163              | 166              | 125              |                  |
| Середньомісячна швидкість вітру, м/с          | 2.06             | 2.26             | 2.47             | 2.39             | 2.23             | 2.11             | 2.02             | 2.02             | 1.96             | 2.10             | 2.24             | 2.22             |                  |
| Середньомісячна сонячна радіація, кДж/м²·день | 4163             | 6954             | 10190            | 14451            | 18619            | 20039            | 21514            | 18142            | 13270            | 8616             | 4585             | 3448             |                  |
| --------------------------------------------- | ---------------- | ---------------- | ---------------- | ---------------- | ---------------- | ---------------- | ---------------- | ---------------- | ---------------- | ---------------- | ---------------- | ---------------- | ---------------- |
| Джерело:                                      |                  |                  |                  |                  |                  |                  |                  |                  |                  |                  |                  |                  |                  |